# Miyamoto Kenji (Politiker)

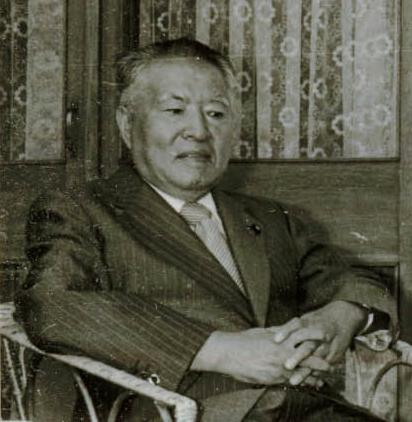
Miyamoto Kenji

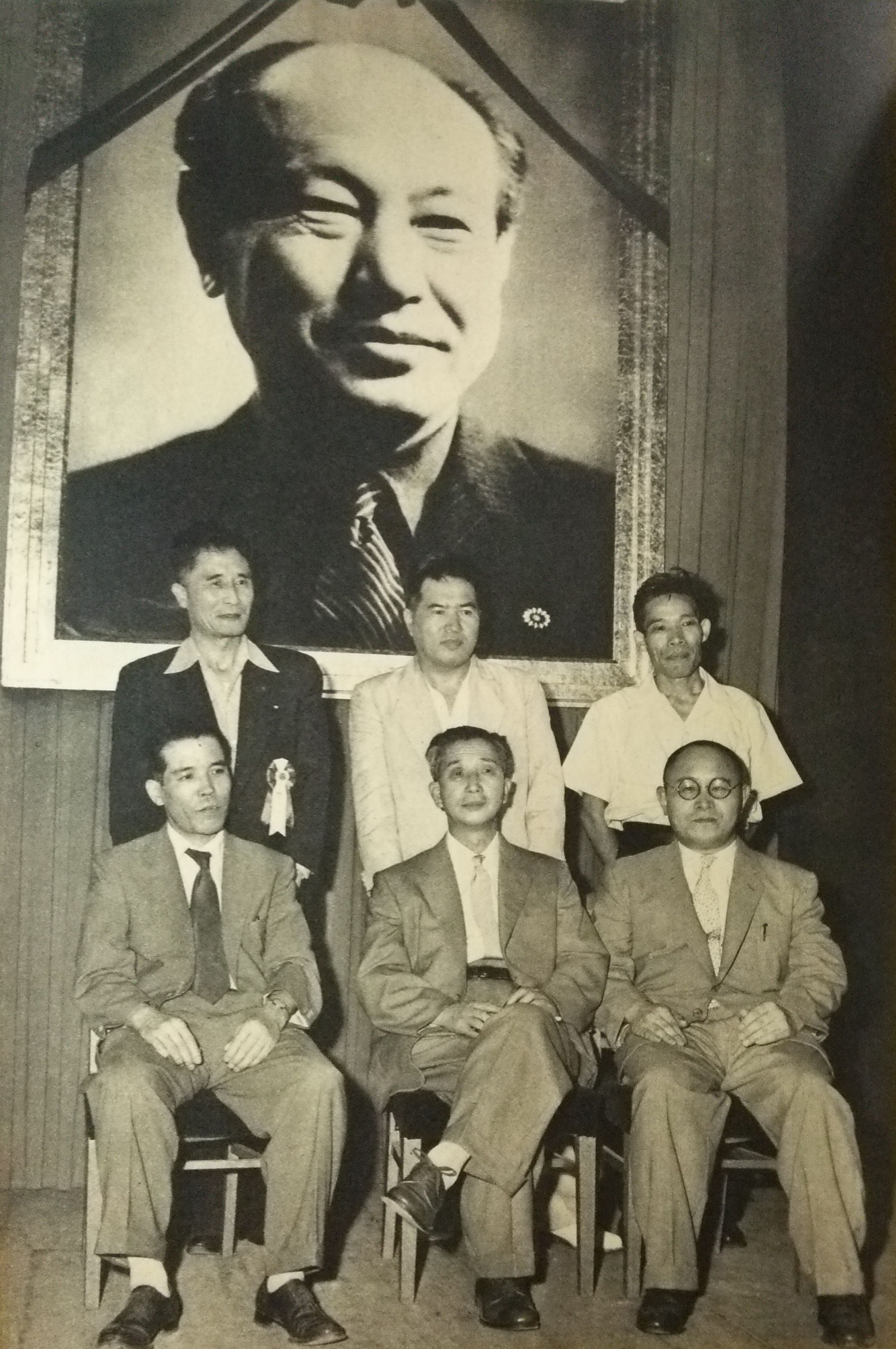
Genossen unter dem Bild von Tokuda Kyūichi

Miyamoto Kenji (japanisch 宮本顕治; geboren 17. Oktober 1908 in Hikari (Präfektur Yamaguchi); gestorben 18. Juli 2007) war ein japanischer marxistischer Politiker und Literaturkritiker.

## Leben und Werk
Miyamoto Kenji machte während seines Studiums an der Universität Tokio 1929 auf sich aufmerksam mit einem Artikel über Akutagawa Ryūnosuke mit dem Titel „Haiboku no Bungaku“ (敗北の文学, etwa „Literatur der Besiegten“). Er gewann damit den ersten Preis in einem Wettbewerb, den das Magazin „Kaizō“ ausgeschrieben hatte.
Miyamoto trat 1931 in die Kommunistische Partei (KPJ) ein. 1932 heiratete er die Schriftstellerin Araki Yuriko. Am 26. Dezember 1933 wurde Miyamoto von einer Polizeistreife festgenommen und beschuldigt, am Tode eines Parteimitglieds beteiligt gewesen zu sein, das unter Spion-Verdacht stand und von ihm und einem Kollegen vernommen worden war. Miyamoto beteuerte seine Unschuld an dem Todesfall, kam aber deswegen und unter dem „Gesetz zum Schutz der öffentlichen Sicherheit“ (治安維持法, Chian iji-hō) ins Gefängnis. Er verblieb im Gefängnis und kam erst nach Ende des Pazifikkriegs 1945 wieder frei.
Unmittelbar nach dem Krieg schloss er sich der wiedergegründeten KPJ an, musste aber 1950 im sogenannten „Red Purge“ alle Tätigkeit einstellen. 1982 folgte er Nosaka Sanzō als Vorsitzender des Zentralkomitees der Partei. 1989 gab er nach 12 Jahren seinen Sitz im Oberhaus auf und zog sich aus der Politik zurück.
Miyamoto wurde auf dem Friedhof Tama bestattet.